# Gustav Iden
Gustav Iden (* 1. Mai 1996 in Bergen) ist ein norwegischer Triathlet. Im Jahr 2022 gewann er beim Ironman Hawaii die Ironman World Championships. Er war außerdem Triathlon-Staatsmeister (2014), Duathlon-Staatsmeister (2015), Olympiastarter (2020) sowie zweifacher Weltmeister im Ironman 70.3 (2019, 2021) und wird in der Bestenliste der Triathleten auf der Ironman-Distanz geführt. 

## Werdegang
Gustav Iden wurde im Mai 2014 Dritter bei der Duathlon-Weltmeisterschaft der Junioren und im Juni Triathlon-Staatsmeister in der Elite-Klasse. Im Mai 2015 wurde er auch Duathlon-Staatsmeister. Im Juni startete er für Norwegen bei den Europaspielen in Baku, konnte das Rennen aber nicht beenden.
Im April 2018 wurde er auf den Bermudainseln Dritter im zweiten Rennen der  Weltmeisterschaftsrennserie.

Im Dezember erzielte er bei seinem ersten Start auf der Mitteldistanz (1,9 km Schwimmen, 90 km Radfahren und 21,1 km Laufen) im Ironman 70.3 Bahrain (Middle East Championships) hinter seinem Landsmann Kristian Blummenfelt die zweitschnellste Zeit auf der Ironman-70.3-Distanz.
Im Rahmen der Weltmeisterschaftsrennserie auf der Kurzdistanz belegte Gustav Iden als bester Norweger den neunten Rang. In Nizza wurde der damals 23-Jährige im September 2019 in seinem erst zweiten Rennen auf der 70.3-Distanz Weltmeister auf der Mitteldistanz.
Im Juli 2020 startete er beim Austria-Triathlon zusammen mit Casper Stornes, Kristian Blummenfelt und der Österreicherin Julia Hauser in der Staffel.

### PTO-Weltmeister 2020
Im Dezember gewann er in Florida die PTO Professional Triathletes Organisation World Championships und sicherte sich das Preisgeld von 100.000 US-Dollar. Bei den Olympischen Sommerspielen belegte er im Juli 2021 in Tokio den achten Rang.
Gustav Iden startete am 28. August 2021 für das im Collins Cup der Professional Triathletes Organisation zusammengestellte Team Europe – zusammen mit Lucy Charles-Barclay, Emma Browne, Anne Haug, Holly Lawrence, Katrina Matthews, Daniela Ryf, Daniel Lund Bækkegård, Jan Frodeno, Sebastian Kienle, Patrick Lange und Joe Skipper.
Im September 2021 konnte der Norweger seinen Titel aus 2019 bei den Ironman 70.3 World Championships erfolgreich verteidigen. Im November gewann er bei seinem ersten Start auf der Langdistanz mit seiner Siegerzeit von 7:42:57 h den Ironman Florida und stellte dabei einen neuen Streckenrekord auf.

### Weltmeister Ironman 2022
Im Oktober 2022 gewann er bei seinem zweiten Ironman-Start den Ironman Hawaii und stellte mit seiner Siegerzeit von 7:40:24 h einen neuen Streckenrekord auf.
2023 musste er aufgrund einer langwierigen Achillessehnenverletzung pausieren. Im Mai 2024 startete er beim Ironman 70.3 Mallorca, konnte das Rennen aber nicht beenden.
Er wird trainiert von Olav Aleksander Bu.

## Auszeichnungen
- Best Male Triathlete: Im Januar 2023 wurde Gustav Iden in Nizza von der PTO (zusammen mit Flora Duffy bei den Frauen) zum „Triathleten des Jahres“ gewählt.[9]

## Sportliche Erfolge
| Datum/Jahr    | Rang | Wettbewerb                                  | Austragungsort | Zeit     | Bemerkung                                |
| ------------- | ---- | ------------------------------------------- | -------------- | -------- | ---------------------------------------- |
| 26. Juli 2021 | 8    | Olympische Sommerspiele 2020                | Tokio          | 01:46:00 |                                          |
| 23. Mai 2021  | 8    | ITU Triathlon World Cup                     | Lissabon       | 01:43:23 | hinter dem Norweger Kristian Blummenfelt |
| 15. Mai 2021  | 9    | ITU World Championship Series 2021          | Yokohama       | 01:43:39 |                                          |
| 7. Nov. 2020  | 7    | ITU Triathlon World Cup                     | Valencia       | 00:50:48 | hinter Vincent Luis                      |
| 25. Okt. 2020 | 3    | ETU Sprint Triathlon European Cup           | Barcelona      | 00:54:26 |                                          |
| 20. Sep. 2020 | 1    | Ratingen Triathlon                          | Ratingen       | 01:37:49 | [ 10 ]                                   |
| 31. Aug. 2019 | 4    | ITU World Championship Series 2019          | Lausanne       | 01:51:34 | Grand Final                              |
| 27. Apr. 2019 | 3    | ITU World Championship Series 2019          | Bermuda        | 01:50:38 |                                          |
| 18. Aug. 2018 | 1    | ITU Triathlon World Cup                     | Lausanne       | 01:49:48 |                                          |
| 28. Apr. 2018 | 3    | ITU World Championship Series 2018          | Bermuda        | 01:55:10 |                                          |
| 28. Aug. 2016 | 2    | NOR Sprint Triathlon National Championships | Norwegen       | 00:55:44 | Vize-Staatsmeister Sprint-Triathlon      |
| 31. Juli 2016 | 2    | NOR Triathlon National Championships        | Norwegen       | 01:50:11 | Vize-Staatsmeister Triathlon             |
| 1. Aug. 2015  | 2    | NOR Triathlon National Championships        | Kristiansand   | 01:45:31 | Zweiter hinter Kristian Blummenfelt      |
| 13. Juni 2015 | DNF  | Europaspiele 2015                           | Baku           | –        |                                          |
| 16. Aug. 2014 | 2    | NOR Sprint Triathlon National Championships | Norwegen       | 00:56:30 | Vize-Staatsmeister Sprint-Triathlon      |
| 15. Juni 2014 | 1    | NOR Triathlon National Championships        | Norwegen       | 01:54:44 | Triathlon-Staatsmeister                  |
| 10. Aug. 2013 | 2    | NOR Triathlon National Championships        | Norwegen       | 01:57:36 | Vize-Staatsmeister Triathlon             |

| Datum/Jahr    | Rang | Wettbewerb                                                    | Austragungsort | Zeit     | Bemerkung                                                                             |
| ------------- | ---- | ------------------------------------------------------------- | -------------- | -------- | ------------------------------------------------------------------------------------- |
| 5. Apr. 2025  | 3    | Ironman 70.3 California                                       | Oceanside      | 03:48:06 | [ 11 ]                                                                                |
| 12. Mai 2024  | DNF  | Ironman 70.3 Mallorca                                         | Alcúdia        | –        |                                                                                       |
| 24. Juli 2022 | 1    | PTO Canadian Open                                             | Edmonton       | 03:10:48 |                                                                                       |
| 22. Mai 2022  | 1    | Challenge World Championship                                  | Šamorín        |          | Sieger „The Championship“                                                             |
| 18. Sep. 2021 | 1    | Ironman 70.3 World Championships                              | St. George     | 03:37:13 | im Ironman 70.3 St. George                                                            |
| 28. Aug. 2021 | 1    | PTO Collins Cup                                               | Šamorín        | 03:13:35 | im Team Europe                                                                        |
| 6. Dez. 2020  | 1    | PTO Professional Triathletes Organisation World Championships | Daytona Beach  | 03:05:06 | PTO-Weltmeister (2 km Schwimmen, 80 km Radfahren und 18 km Laufen)                    |
| 8. Sep. 2019  | 1    | Ironman 70.3 World Championships                              | Nizza          | 03:52:35 | im Ironman 70.3 Nizza                                                                 |
| 8. Dez. 2018  | 2    | Ironman 70.3 Bahrain                                          | Manama         | 03:29:25 | erster Start auf der Mitteldistanz; zweitschnellste Zeit auf der Ironman-70.3-Distanz |

| Datum/Jahr    | Rang | Wettbewerb      | Austragungsort | Zeit     | Bemerkung                                       |
| ------------- | ---- | --------------- | -------------- | -------- | ----------------------------------------------- |
| 26. Okt. 2024 | DNF  | Ironman Hawaii  | Hawaii         | –        | Ironman World Championship 2024                 |
| 8. Okt. 2022  | 1    | Ironman Hawaii  | Hawaii         | 07:40:24 | Ironman World Championship 2022, Streckenrekord |
| 6. Nov. 2021  | 1    | Ironman Florida | Panama City    | 07:42:57 | erster Ironman-Start und neuer Streckenrekord   |

| Datum/Jahr   | Rang | Wettbewerb                                 | Austragungsort | Zeit     | Bemerkung                           |
| ------------ | ---- | ------------------------------------------ | -------------- | -------- | ----------------------------------- |
| 31. Mai 2015 | 1    | NOR Duathlon National Championships        | Oppegård       | 01:39:23 | Duathlon-Staatsmeister              |
| 31. Mai 2014 | 3    | ITU Duathlon World Championship Junior Men | Pontevedra     | 00:54:36 | Junioren-Duathlon-Weltmeisterschaft |

(DNF – Did Not Finish)